# Анапски залив
Анапски залив (рус. Анапская бухта) малени је залив у североисточном делу акваторије Црног мора, на југозападу Русије. Целом својом акваторијом налази се на територији Краснодарске покрајине, односно њеног Анапског градског округа.
На обали залива налазе се град Анапа, а захваљујући ниским и пешчаним плажама, дуж целеобале залива налазе се бројна туристичка насеља.